# 1975-ös Formula–1 amerikai nagydíj
Az amerikai nagydíj volt az 1975-ös Formula–1 világbajnokság tizennegyedik futama.

## Futam
| Helyezés | #  | Versenyző          | Csapat/Motor     | Körök | Idő/Kiesés oka  | Rajthely | Pontszám |
| -------- | -- | ------------------ | ---------------- | ----- | --------------- | -------- | -------- |
| 1        | 12 | Niki Lauda         | Ferrari          | 59    | 1:42:58,175     | 1        | 9        |
| 2        | 1  | Emerson Fittipaldi | McLaren-Ford     | 59    | + 4,943         | 2        | 6        |
| 3        | 2  | Jochen Mass        | McLaren-Ford     | 59    | + 47,637        | 9        | 4        |
| 4        | 24 | James Hunt         | Hesketh-Ford     | 59    | + 49,475        | 15       | 3        |
| 5        | 5  | Ronnie Peterson    | Lotus-Ford       | 59    | + 49,986        | 14       | 2        |
| 6        | 3  | Jody Scheckter     | Tyrrell-Ford     | 59    | + 50,321        | 10       | 1        |
| 7        | 9  | Vittorio Brambilla | March-Ford       | 59    | + 1:44,031      | 6        |          |
| 8        | 10 | Hans-Joachim Stuck | March-Ford       | 58    | + 1 kör         | 13       |          |
| 9        | 28 | John Watson        | Team Penske-Ford | 57    | + 2 kör         | 12       |          |
| 10       | 30 | Wilson Fittipaldi  | Fittipaldi-Ford  | 55    | + 4 kör         | 23       |          |
| HN       | 16 | Tom Pryce          | Shadow-Ford      | 52    | Helyezés nélkül | 7        |          |
| HN       | 6  | Brian Henton       | Lotus-Ford       | 49    | Helyezés nélkül | 19       |          |
| Kiesett  | 25 | Brett Lunger       | Hesketh-Ford     | 46    | Baleset         | 18       |          |
| Kiesett  | 31 | Roelof Wunderink   | Ensign-Ford      | 41    | Váltó           | 22       |          |
| Vi       | 11 | Clay Regazzoni     | Ferrari          | 0     | Visszalépett    | 11       |          |
| Kiesett  | 17 | Jean-Pierre Jarier | Shadow-Ford      | 19    | Kerékcsapágy    | 4        |          |
| Kiesett  | 7  | Carlos Reutemann   | Brabham-Ford     | 9     | Motorhiba       | 3        |          |
| Kiesett  | 27 | Mario Andretti     | Parnelli-Ford    | 9     | Felfüggesztés   | 5        |          |
| Kiesett  | 23 | Tony Brise         | Hill-Ford        | 5     | Baleset         | 17       |          |
| Kiesett  | 15 | Michel Leclère     | Tyrrell-Ford     | 5     | Motorhiba       | 20       |          |
| Kiesett  | 4  | Patrick Depailler  | Tyrrell-Ford     | 2     | Baleset         | 8        |          |
| Kiesett  | 8  | Carlos Pace        | Brabham-Ford     | 2     | Baleset         | 16       |          |
| NI       | 21 | Jacques Laffite    | Williams-Ford    |       | Fizikai állapot | 21       |          |
| NI       | 20 | Lella Lombardi     | Williams-Ford    |       | Gyújtás         | 24       |          |

## A világbajnokság végeredménye
| H   | Versenyzők         | Pont | H   | Konstruktőrök | Pont    |
| --- | ------------------ | ---- | --- | ------------- | ------- |
| 1.  | Niki Lauda         | 64,5 | 1.  | Ferrari       | 72,5    |
| 2.  | Emerson Fittipaldi | 45   | 2.  | Brabham-Ford  | 54 (56) |
| 3.  | Carlos Reutemann   | 37   | 3.  | McLaren-Ford  | 53      |
| 4.  | James Hunt         | 33   | 4.  | Hesketh-Ford  | 33      |
| 5.  | Clay Regazzoni     | 25   | 5.  | Tyrrell-Ford  | 25      |
| 6.  | Carlos Pace        | 24   | 6.  | Shadow-Ford   | 9,5     |
| 7.  | Jody Scheckter     | 20   | 7.  | Lotus-Ford    | 9       |
| 8.  | Jochen Mass        | 20   | 8.  | March-Ford    | 7,5     |
| 9.  | Patrick Depailler  | 12   | 9.  | Williams-Ford | 6       |
| 10. | Tom Pryce          | 8    | 10. | Parnelli-Ford | 5       |

A teljes lista)

## Statisztikák
Vezető helyen:
- Niki Lauda: 59 (1-59)

Niki Lauda 8. győzelme, James Hunt 1. pole-pozíciója, Jean-Pierre Jarier 2. leggyorsabb köre.
- Ferrari 59. győzelme.

Wilson Fittipaldi utolsó versenye.